# نورمان فاربيرو
نورمان لويس فاربيرو (بالإنجليزية: Norman Farberow)‏ (12 فبراير 1918 - 10 سبتمبر 2015) كان عالم نفس أمريكي، وأحد الآباء المؤسسين لعلم الانتحار الحديث. كان من بين المؤسسين الثلاثة لمركز لوس أنجلوس لمكافحة الانتحار في عام 1958، والذي أصبح قاعدة للبحث في أسباب الانتحار وطرق مكافحته.

## النشأة والتعليم
ولد في عام 1918 في بيتسبرغ، بنسلفانيا. بعد انتهاء فترة خدمته العسكرية في الحرب العالمية الثانية، التحق فاربيرو بجامعة كاليفورنيا في لوس أنجلوس. أتاح برنامج الدكتوراه في علم النفس بجامعة كاليفورنيا في لوس أنجلوس الفرصة لفاربيرو لدراسة الانتحار بعد قرون من المواقف المتغيرة تجاه هذه القضية. معتمدًا على بعض المراجع المرتبطة بأطروحته عام 1949، رأى فاربيرو إمكانية لإيقاظ «الاهتمام بظاهرة اجتماعية وشخصية مُهملة منذ زمن طويل ومعتبرة من المحرمات». حصل فاربيرو على درجة الدكتوراه من جامعة كاليفورنيا في لوس أنجلوس عام 1950 بعمله مع المحاربين القدامى في عيادة الصحة العقلية للمحاربين القدامى. ساعد في تأسيس مركز مكافحة الانتحار مع روبرت إي. ليتمان.

## الحرب العالمية الثانية
خدم فاربيرو كنقيب للقوات الجوية في الحرب العالمية الثانية. شهدت سنوات الحرب في الولايات المتحدة معدلات انتحار منخفضة نسبيًا، وهي ظاهرة شوهدت عمومًا في فترة الحرب عندما تتحد القوات المسلحة مع المواطنين في ظل غايات مشتركة وأهداف متبادلة.

## المهنة
في العقد الذي تلا الحرب، ارتفعت معدلات الانتحار بسرعة، إذ بدأت مشاعر الوحدة والأهداف المشتركة بالاختفاء. ظهرت الحاجة إلى تعديلات اجتماعية وشخصية كبيرة، وكانت هذه الاحتياجات أكثر تعقيدًا بسبب الاضطرابات العاطفية ومشاكل الصحة العقلية لدى المحاربين القدامى العائدين من الحرب. عبر كثيرون عن اضطراباتهم الداخلية العميقة بطرق غير صحية، من خلال دوافع وأفعال انتحارية. مع استمرار تحريم الانتحار، ضمن الإدانات الثقافية والدينية للعار والشعور بالذنب وإلقاء اللوم على النفس والجبن، زاد الإحساس الكامن بانعدام القيمة النفسية واليأس.
رأى فاربيرو آثار هذه الديناميكيات وكيف أنها ضاعفت من معاناة الأشخاص البائسين. توسعت رؤيته للحلول لتشمل التغييرات الأساسية والإنسانية في الطريقة التي تعامل بها المجتمعات الأشخاص الانتحاريين. سرعان ما انشغل عمله كطبيب نفسي بأبحاثه المستمرة حول الانتحار مع الطبيب إدوين شنايدمان، وهو زميل يملك نفس القدر من الشغف تجاه فهم ظاهرة الانتحار ومكافحته.
خلال الخمسينيات، عمل الرجلان معًا في وزارة شؤون المحاربين القدامى في لوس أنجلوس، وسعيا للحصول على تفسير قفزة أخرى في معدلات الانتحار -التضاعف المفاجئ لحالات الانتحار بين مرضى مستشفى الطب النفسي العصبي التابع لوزارة شؤون المحاربين القدامى في فرجينيا. في الوقت نفسه، كشفت دراسة استقصائية أجروها عن المستشفيات والعيادات وغرف الطوارئ في منطقة لوس أنجلوس عدم وجود أحكام لمتابعة رعاية الذين حاولوا الانتحار. تبادل فاربيرو وشنايدمان النتائج التي توصلوا إليها مع المعهد الوطني للصحة العقلية ووزارة شؤون المحاربين القدامى واقترحوا إنشاء وكالتين: مركز الإحالة المجتمعي لعلاج المشكلات النفسية للانتحاريين، ووحدة أبحاث مركزية للتقييم والتحقيق في الانتحار بين المحاربين القدامى ضمن وزارة شؤون المحاربين القدامى.

## التحقيق العلمي في الانتحار

### مركز مكافحة الانتحار
في عام 1958، أطلق فاربيرو وشنايدمان أول مركز من نوعه في البلاد، وهو مركز لوس أنجلوس لمكافحة الانتحار بإدارة الطبيب النفسي والأستاذ في الطب روبرت إي. ليتمان. وصف فاربيرو ليتمان بأنه «روح حرة مغروسة ضمن زخارف التحليل النفسي، ودائمًا ما يكون مغامرًا وفضوليًا من الناحية الفكرية.» طور الرجال الثلاثة معًا تنظيمًا علميًا وسليمًا ومنهجيًا ومحترفًا في منطقة كانت تشهد فجوة اجتماعية ومهنية. وصف فاربيرو هذا بأنه وقت «الإثارة في الشعور بأننا كنا ضمن مجال غير مستكشف نسبيًا من ناحية اهتمامات المجتمع الحيوية». تغير هدف الوكالة -وهو توفير مركز لمتابعة رعاية المرضى الانتحاريين المخرجين بعد العلاج في مستشفى مقاطعة لوس أنجلوس- في السنة الأولى بعد تلقي مكالمات من أشخاص في حالة أزمات. من خلال الاستفادة من فرصة التدخل بمحاولات الانتحار والسعي إلى منعه، توسع هدف المركز ليشمل التدخل في الأزمات وإمكانية الوصول للمختصين أو المتدربين غير المختصين على مدار 24 ساعة. أدت هذه الجهود إلى تطوير مقياس لوس أنجلوس لتقييم احتمالية الانتحار وخط الأزمات الساخن.
مع نمو سمعة مركز لوس أنجلوس لمكافحة الانتحار كمركز إحالة مستنير، أدى التعاون مع مكتب الطبيب الشرعي والمختصين في مجال الصحة العقلية والشرطة ومراكز المراقبة والمدارس وغيرها من المنظمات، إلى خلق الوعي اللازم لتفسير تحريم الانتحار وإعطاء الأمل لأولئك الذين يعانون.

### وحدة الأبحاث المركزية لدراسة الموت المفاجئ
يظهر اسم «وحدة الأبحاث المركزية لدراسة الموت المفاجئ» أن فاربيرو وشنايدمان اضطرا في البداية لإخفاء طبيعة عملهما. خلال الخمسينيات وعقب ظهور الأدوية النفسية، شهدت وزارة شؤون المحاربين القدامى قلقًا من التضاعف المفاجئ لمعدلات الانتحار بين مرضى مستشفى الأمراض العصبية والنفسية. خففت الأدوية النفسية الجديدة من الأعراض بشكل ملحوظ، ما سمح بتخريج المرضى في وقت أبكر من المعتاد. لكن مزيدًا من المرضى قتلوا أنفسهم بعد تخريجهم أو بعد فترة وجيزة من عودتهم إلى المستشفى. رأى فاربيرو أن الأدوية النفسية الجديدة كانت «فعالة جدًا»، لدرجة أنها سيطرت على الاضطرابات النفسية بشكل أدى إلى تجاهل طرق العلاج الأخرى، مثل العلاج النفسي. بحسب قول فاربيرو، «أدى بحثنا إلى قبول المتخصصين في مجال الصحة العقلية حقيقة أن الأدوية المعجزة لا يمكن أن تؤدي سوى جزء من العمل، وأن الأدوية النفسية يجب أن تُدرج ضمن نهج علاجي أكثر شمولاً».
سمح تحليل الوحدة لمئات من حالات الانتحار بين المحاربين القدامى لفاربيرو وشنايدمان بتحديد العوامل التي تؤدي للانتحار ضمن متلازمات نفسية معينة، مثل انفصام الشخصية والاكتئاب والقلق والاكتئاب الجزئي، وكذلك العوامل التي تؤدي للانتحار لدى المرضى الذين يعانون من مشاكل الصحة الجسدية، كالسرطان والأمراض القلبية التنفسية وغيرها.

## التأثيرات الثقافية الأخرى

### التحليل النفسي
طلب الطبيب الشرعي في ولاية لوس أنجلوس الحصول على معلومات نفسية للمساعدة في تحديد حالات الانتحار الملتبسة، ما دفع فاربيرو وشنايدمان لإنشاء تحليل نفسي كإجراء لتقييم الدافع الأساسي. نتيجة وجود فاربيرو وزملائه في مدينة تعرف بكونها موطنًا لنجوم هوليوود، دعا الطبيب الشرعي الرجال إلى استخدام التحليل النفسي لتحديد إذا كان الانتحار سبب وفاة المشاهير مثل مارلين مونرو وروبرت ووكر وماري ماكدونالد. شهد الإجراء تطبيقًا دوليًا، إذ وكّل فاربيرو باحثين دوليين آخرين لدراسة فروق الشخصية بين طرق الوفاة في فنلندا مقارنةً بحالات الانتحار في لوس أنجلوس وفيينا وستوكهولم وغيرها.

### سلوك التدمير الذاتي غير المباشر
كجزء من نشاطه في وحدة الأبحاث المركزية لدراسة الموت المفاجئ في وزارة شؤون المحاربين القدامى، وضع فاربيرو ملاحظاته عن سلوك التدمير الذاتي غير المباشر، ووصف مجموعة واسعة من السلوكيات التي تتراوح من «خفيفة إلى شديدة، من التدخين المعتدل إلى الإهمال الطبي، من المخاطرة والسعي وراء الإثارة وتجنب الاكتئاب ونكران إدمان تعاطي المخدرات إلى التباهي بحركات متهورة كالقفز نحو الهاوية على دراجة نارية». اعتبر فاربيرو هذا العمل جزءًا لا يتجزأ من إمكانية فهم استمرارية سلوك التدمير الذاتي، الذي بحث فيه ووثقه بعناية ضمن ما سماه عمل الحب، وهو كتاب بعنوان «الوجوه العديدة للانتحار».ر